# Paraptenodytes antarcticus
A Paraptenodytes antarcticus a madarak (Aves) osztályának pingvinalakúak (Sphenisciformes) rendjébe, ezen belül a pingvinfélék (Spheniscidae) családjába és a Paraptenodytinae alcsaládjába tartozó fosszilis faj.
A Paraptenodytes pingvinnem típusfaja.

## Tudnivalók
A Paraptenodytes antarcticus a kora miocén korszakban élt, azaz ezelőtt 20,43-11,608 millió éve. Az argentínai Patagónia partjain költött. Az egyik legjobban megmaradott fosszilis pingvinfaj, melyből előkerült: koponya, combcsont (femur), sípcsont (tibia), tarsometatarsus. Maradványait a Chubut tartományban levő Trelewhez tartozó Gaiman-formációban találták meg. A típuspéldányt a Museo de La Plata-ban őrzik.